# اس‌وای گوندولا
اس‌وای گوندولا (به انگلیسی: SY Gondola) یک کشتی است که طول آن 86ft می‌باشد. این کشتی در سال ۱۸۵۹ ساخته شد.